# Wilkowo (powiat kętrzyński)

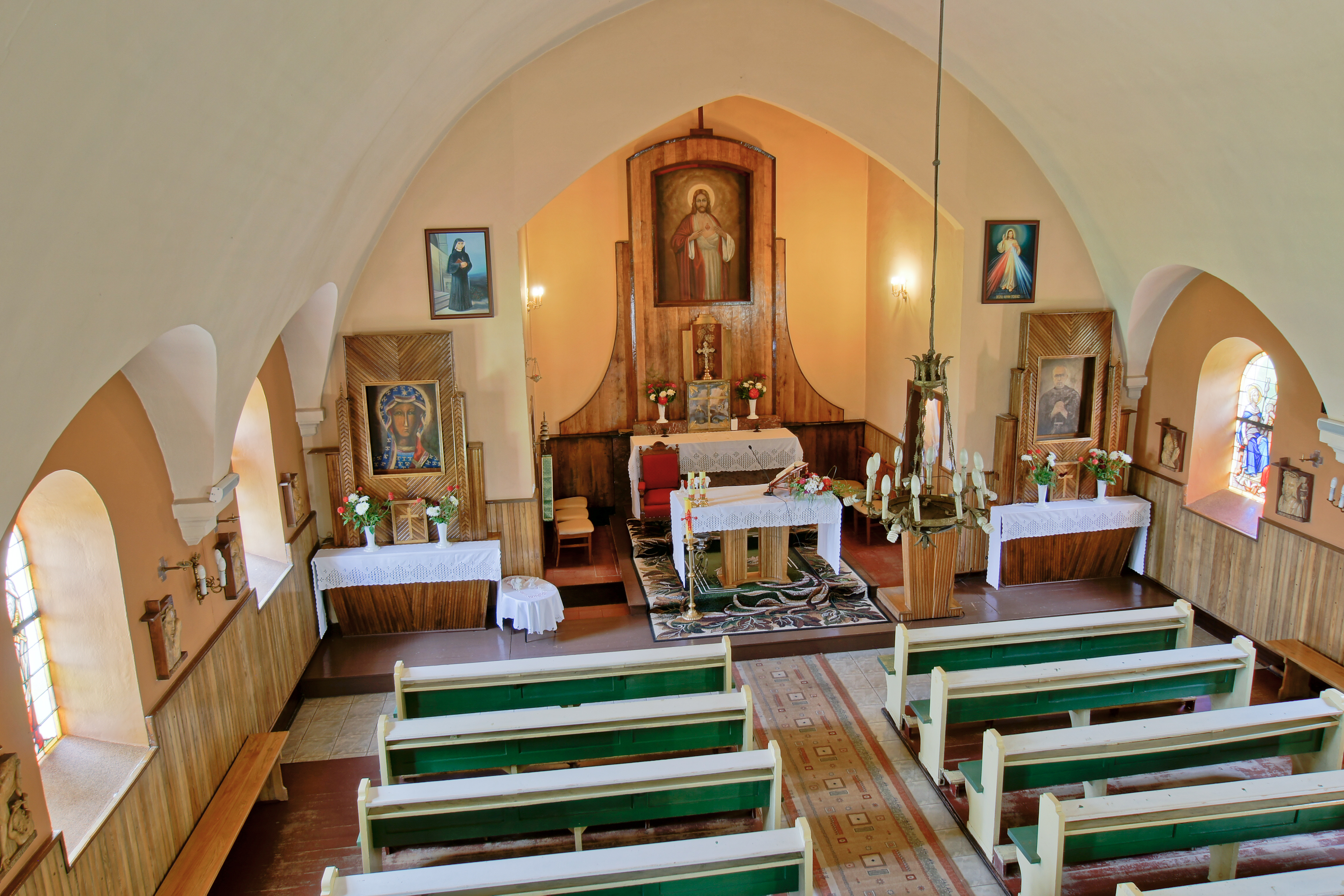
Wnętrze kościoła pw. Najświętszego Serca Pana Jezusa w Wilkowie.

Wilkowo (niem. Wilkendorf) – wieś w Polsce, położona w województwie warmińsko-mazurskim, w powiecie kętrzyńskim, w gminie Kętrzyn.
W latach 1975–1998 miejscowość należała administracyjnie do województwa olsztyńskiego.
Wieś położona jest przy drodze wojewódzkiej nr 591 Kętrzyn – Mrągowo.

## Integralne części wsi
| SIMC    | Nazwa    | Rodzaj     |
| ------- | -------- | ---------- |
| 1046518 | Marzenin | przysiółek |
| 0478032 | Stadniki | część wsi  |

## Historia
Wieś została lokowana w 1369 r. przez wielkiego mistrza krzyżackiego Winricha von Kniprode na 12 włókach. Osadnicy na 15 lat zwolnieni byli z opłat czynszowych. Wieś w 1426 r. powiększona została do 24 włók. We wsi było też na oddzielnych włókach pięć służb rycerskich.  

### Epizod z wojny trzynastoletniej
W czasie wojny trzynastoletniej w 1454 r. chłopi z Wilkowa wzięli czynny udział w zdobyciu zamku krzyżackiego w Kętrzynie. Pochwycony został prokurator krzyżacki Wolfgang Sauer. Skazano go na śmierć poprzez "sąd boży". Na zamarzniętym stawie młyńskim wykuto wielki przerębel. W poprzek przerębla położono pień drzewa, który polano wodą. Sauer miał przedostać się na drugą stronę przerębla po pniu drzewa. Gdyby przeszedł, zostałby uwolniony. Jednak poślizgnął się i wpadł do lodowatej wody. Został po nim pływający kapelusz.
Rozruchy chłopskie rozwijały się na terenie wschodniej części Mazur. W 1455 r. spalono zamek w Giżycku, a chłopi i szlachta pruska oblegali zamek w Rynie. Jednak 30 stycznia 1456 r. oblegających Ryn rozbiły wojska krzyżackie. W październiku 1460 r. wojska zakonne zdobyły Welawę i poddały się im Bartoszyce. Od lipca 1461 r. Krzyżacy oblegali Sępopol, który zdobyli w październiku. Kętrzyn i Frydląd poddały się w listopadzie 1461 r.

## Parafia w Wilkowie
Parafia Najświętszego Serca Pana Jezusa w Wilkowie należy do dekanatu Kętrzyn I.
W Wilkowie przed reformacją nie było kościoła w strukturze sieci parafialnej biskupstwa warmińskiego. Kaplicę w Wilkowie obsługiwał krzyżacki kapelan z zamku w Kętrzynie. Po wcześniejszych rozruchach nie chciano tam przyjąć zamkowego kapelana. W dniu 18 października 1490 r. wielki mistrz krzyżacki Jan Tieffenn napisał list do biskupa warmińskiego Łukasza Watzenrodego, aby ten zechciał skierować do obsługi kaplicy w Wilkowie kapłana z kościoła św. Jerzego w Kętrzynie.
Pod koniec XIX wieku w Wilkowie wybudowano nowy kościół, który obsługiwali kapłani ze Świętej Lipki. W Wilkowie dnia 24 maja 1937 r. utworzono samodzielną parafię katolicką. Obecnie do parafii w Wilkowie należy kościół filialny w Bezławkach.

## Szkoła
Po II wojnie światowej szkoła w Wilkowie została ponownie uruchomiona w listopadzie 1947. W roku tym była to szkoła trzyklasowa z 50 uczniami. Szkoła powstała z inicjatywy Czesławy Jasińskiej.
W latach dziewięćdziesiątych XX w. szkołę przeniesiono do nowego budynku z halą sportową. Po ostatniej reformie oświaty ośmioklasowa szkoła podstawowa przekształcona została w szkołę sześcioklasową, a dzieci dowożono do Gimnazjum w Karolewie. W celu uniknięcia zbędnych przewozów dzieci i właściwego wykorzystania pomieszczeń szkoły w Wilkowie powstał Zespół Szkół im. Mikołaja Kopernika. W budynku funkcjonuje gimnazjum, szkoła podstawowa, grupa przedszkolna oraz stołówka. Dyrektorem całości jest Jarosław Charkot.

## Demografia
W roku 2000 we wsi mieszkało 248 osób. Z Wilkowa pochodził Krzysztof Kononowicz.

## Sport
W Wilkowie znajduje się klub piłkarski „Wilczek” występujący obecnie w lidze okręgowej. Zespół swoje mecze rozgrywa w sąsiadującej wsi Łazdoje.